# Jung Kyung-a
Jung Kyung-a est une historienne et scénariste sud-coréenne.

## Biographie
Jung Kyung-a est diplômée d’histoire de l’université Chung-Ang, située à Séoul. Elle est aussi scénariste de dessins animés et auteure de manhwa.
En 2001, Jung Kyung-a est lauréate du prix Korea Publishing Cartoon Competition pour son premier manga, Padam Padam, qui raconte la vie d'Édith Piaf.
En 2003, elle s'intéresse, à la suite de la guerre en Irak, aux relations entre la guerre et les femmes. Elle commence à travailler sur un nouveau manhwa, Femmes de réconfort, une bande dessinée très documentée sur l’histoire vraie des « femmes de réconfort », jeunes femmes coréennes envoyées dans les camps de l'armée impériale japonaise pour y servir d’esclaves sexuelles.
Jung Kyung-a vit à Pajou, en Corée du sud, où elle élève ses deux filles.

## Publications (sélection)
- Padam Padam
- Femmes de réconfort, 2007[1],[2]